# Pfalzpreis für Literatur
Der Pfalzpreis für Literatur ist ein deutscher Literaturpreis, der vom Bezirksverband Pfalz seit 1959 verliehen wird. 
Der seit dem Jahr 1959 vergebene Pfalzpreis für Literatur ist nach dem Pfalzpreis für Bildende Kunst (seit 1953) der zweitälteste in einer ganzen Reihe von Pfalzpreisen, mit denen hervorragende Leistungen von Kunst- und Kulturschaffenden, Heimatforschern, Journalisten und innovativen Köpfen gefördert werden sollen. Den geltenden Richtlinien zufolge dient der Preis der Pflege und Förderung des literarischen Schaffens und wird für ein Werk von literarischem Rang, das sich durch hohe sprachliche Qualität auszeichnet, verliehen. Dabei soll wie bei den anderen Pfalzpreisen auch entweder ein sachlicher Zusammenhang aus der Arbeit zur Pfalz hervorgehen oder ein persönlicher Bezug der Teilnehmer/innen zur Pfalz bestehen.
In den frühen Jahren des Preises wurden auch einige nationalsozialistisch belastete Autoren mit dem Pfalzpreis ausgezeichnet, was seinerzeit jedoch nicht selten auch bei anderen Literaturpreisen vorkam.
Seit 2016 erfolgt alle drei Jahre eine gemeinsame Vergabe des mit 10.000 € dotierten Hauptpreises und des Nachwuchspreises (2500 €) an die jeweiligen Preisgewinner; daneben wird ein (nicht dotierter) Lebenswerkpreis verliehen. Bis 2010 wurden der Pfalzpreis für Literatur und der (bis 2007 Fördergabe genannte) Nachwuchspreis in etwas unregelmäßigerem Jahresrhythmus separat zugesprochen.
Mit Dieter M. Gräf (1996/2006), Thomas Lehr (1995/2010), Norman Ohler (1998/2019), Monika Rinck (2007/2016) und Emil Schuster (1963/1991) gibt es bislang (Stand 2019) fünf Preisträger, die sowohl den Nachwuchspreis (Fördergabe) als auch – in unterschiedlich großem zeitlichen Abstand – den eigentlichen Pfalzpreis für Literatur gewinnen konnten.

## Preisträger
| Jahr | Preis           | Preisträger                             | Ausgezeichnete Werke                                    |
| ---- | --------------- | --------------------------------------- | ------------------------------------------------------- |
| 2023 | Pfalzpreis      | Gabriele Weingartner                    | Léon Saint Clairs Abschied von der Unendlichkeit (2022) |
| 2023 | Nachwuchspreis  | Manuel Zerwas                           |                                                         |
| 2023 | Lebenswerkpreis | Wolfgang Diehl                          |                                                         |
| 2019 | Pfalzpreis      | Norman Ohler                            | Die Gleichung des Lebens (2017)                         |
| 2019 | Nachwuchspreis  | Ann Kathrin Ast                         |                                                         |
| 2019 | Lebenswerkpreis | Volker Ludwig                           |                                                         |
| 2016 | Pfalzpreis      | Monika Rinck                            | Risiko und Idiotie. Streitschriften (2015)              |
| 2016 | Nachwuchspreis  | Marleen Widmer                          |                                                         |
| 2016 | Lebenswerkpreis | Wolfgang Ohler                          |                                                         |
| 2013 | Pfalzpreis      | Joachim Geil                            | Heimaturlaub (2010), Tischlers Auftritt (2012)          |
| 2010 | Pfalzpreis      | Thomas Lehr                             | September. Fata Morgana (2010)                          |
| 2007 | Fördergabe      | Monika Rinck                            |                                                         |
| 2006 | Pfalzpreis      | Dieter M. Gräf                          | Lyrisches „Werk von literarischem Rang“                 |
| 2005 | Fördergabe      | Jörg Matheis                            |                                                         |
| 2004 | Fördergabe      | Tobias Hülswitt                         |                                                         |
| 2003 | Pfalzpreis      | Artur Schütt                            | „Gesamtwerk“                                            |
| 2002 | Fördergabe      | Hasan Özdemir                           |                                                         |
| 2001 | Fördergabe      | Ute-Christine Krupp                     |                                                         |
| 2000 | Pfalzpreis      | Michael Buselmeier                      | „Gesamtwerk“                                            |
| 1999 | Fördergabe      | Andreas Josef Fußer                     |                                                         |
| 1998 | Fördergabe      | Norman Ohler                            |                                                         |
| 1997 | Pfalzpreis      | Werner Laubscher                        | „Gesamtwerk“                                            |
| 1996 | Fördergabe      | Dieter M. Gräf                          |                                                         |
| 1995 | Fördergabe      | Thomas Lehr                             |                                                         |
| 1994 | Pfalzpreis      | Georg K. Glaser                         |                                                         |
| 1993 | Fördergabe      | Wolfgang Stauch                         |                                                         |
| 1992 | Fördergabe      | Wolfgang Marschall                      |                                                         |
| 1991 | Pfalzpreis      | Emil Schuster                           |                                                         |
| 1990 | Fördergabe      | Walter Landin                           |                                                         |
| 1989 | Pfalzpreis      | Günter Barudio                          |                                                         |
| 1988 | Fördergabe      | Lutz Stehl                              |                                                         |
| 1987 | Fördergabe      | Michael Bauer                           |                                                         |
| 1986 | Fördergabe      | Michael Dillinger                       |                                                         |
| 1985 | Fördergabe      | Marliese Fuhrmann                       |                                                         |
| 1984 | Pfalzpreis      | Heinrich Kraus                          |                                                         |
| 1983 | Fördergabe      | Monika Beckerle                         |                                                         |
| 1981 | Pfalzpreis      | Lina Staab                              |                                                         |
| 1980 | Pfalzpreis      | Wolfgang Diehl                          |                                                         |
| 1978 | Pfalzpreis      | Susanne Faschon                         |                                                         |
| 1977 | Pfalzpreis      | Gerd Forster                            |                                                         |
| 1976 | Fördergabe      | Sigfrid Gauch                           |                                                         |
| 1975 | Pfalzpreis      | Erneste Fuhrmann-Stone                  |                                                         |
| 1974 | Fördergabe      | Hans-Heinrich Pardey                    |                                                         |
| 1973 | Pfalzpreis      | Erwin Damian                            |                                                         |
| 1970 | Pfalzpreis      | Gert Buchheit                           |                                                         |
| 1969 | Pfalzpreis      | Friedrich Burschell                     |                                                         |
| 1968 | Fördergabe      | Arno Reinfrank                          |                                                         |
| 1966 | Pfalzpreis      | Perhobstler (Wilhelm Michael Schneider) |                                                         |
| 1965 | Fördergabe      | Erni Deutsch-Einöder                    |                                                         |
| 1964 | Pfalzpreis      | Julius Overhoff                         |                                                         |
| 1963 | Fördergabe      | Emil Schuster                           |                                                         |
| 1962 | Pfalzpreis      | Leopold Reitz                           |                                                         |
| 1961 | Pfalzpreis      | Willi Gutting                           |                                                         |
| 1960 | Fördergabe      | Wolfgang Schwarz                        |                                                         |
| 1959 | Pfalzpreis      | Martha Saalfeld                         |                                                         |